# Francisco Guerreiro
Jorge Francisco Alves Vicente de Sousa Guerreiro (ur. 12 września 1984 w Santiago do Cacém) – portugalski polityk, działacz ugrupowania Ludzie-Zwierzęta-Natura (PAN), poseł do Parlamentu Europejskiego IX kadencji.

## Życiorys
W wieku trzech lat został adoptowany, przeniósł się z rodziną do Lizbony i następnie do Coimbry. Ukończył komunikację społeczną w ESEC w ramach Instituto Politécnico de Coimbra. Pracował jako analityk rynku i menedżer projektów w administracji Komisji Europejskiej.
Od 2012 członek ekologicznej partii Ludzie-Zwierzęta-Natura, kandydował bez powodzenia z jej listy w różnych wyborach. W 2013 został członkiem krajowej komisji politycznej partii, a w 2014 koordynatorem sekretariatu do spraw komunikacji. W 2015 objął funkcję doradcy politycznego jedynego przedstawiciela PAN w Zgromadzeniu Republiki.
W wyborach w 2019 jako lider listy wyborczej swojego ugrupowania uzyskał mandat deputowanego do Parlamentu Europejskiego IX kadencji. W czerwcu 2020 zrezygnował z członkostwa w PAN.